# Landborgen
Landborgen er et højplateau langs Helsingborgsryggen i det vestlige Skåne. I Helsingborg når Landborgen en højde mellem 20 og 40 meter over havet. På Landborgen oprettedes i middelalderen Helsingborg Slot. 
Landborgspromenaden er en vandresti langs Landborgen.